# Tatneftaero
Tatneftaero is een Russische luchtvaartmaatschappij met haar thuisbasis in Kazan.

## Geschiedenis
Tatneftaero is opgericht in 1997. Tussen 2002 en 2004 werden alle activiteiten stilgelegd.

## Vloot
De vloot van Tatneftaero bestaat uit: (dec.2006)
- 2 Yakolev Yak-40